# 1117

## Esdeveniments
Països Catalans
- Comtat de Cerdanya: Per la mort sense descendència del comte Bernat I, els comtats de Cerdanya, Conflent i Berga passen al casal de Barcelona, en la persona de Ramon Berenguer III.
- Morella (Ports): Els cristians del rei Alfons I d'Aragó recuperen la ciutat dels musulmans, per primera vegada.

Món
- Magrib: Ibn Túmart comença a predicar la doctrina almohade.
- Gazni (Afganistan): Bahram Shah es proclama soldà gaznèvida, foragitant el seu germanastre Malik Arslan Shah.

## Necrològiques
Països Catalans
- Comtat de Cerdanya: Bernat I, darrer comte independent de Cerdanya, Conflent i Berga.
- Valladolid (Castella): Pedro Ansúrez, senyor d'aquesta ciutat, avi i protector del comte Ermengol VI d'Urgell.

Món
- Abadia de Fontevrault, Fontevraud-l'Abbaye, (França): Bertrada de Montfort, reina vídua de Felip I de França.